# La Pernía
La Pernía település Spanyolországban, Palencia tartományban. La Pernía Polentinos, Cervera de Pisuerga, Vega de Liébana, Pesaguero, Polaciones, Hermandad de Campoo de Suso és Brañosera községekkel határos. Lakosainak száma 313 fő (2024).

## Népesség
A település népessége az elmúlt években az alábbi módon változott:
| Lakosok száma | 471  | 440  | 423  | 400  | 373  | 361  | 324  | 320  | 316  | 313  |
|               | 2001 | 2004 | 2007 | 2009 | 2012 | 2014 | 2017 | 2019 | 2022 | 2024 |